# مير عليلو
مير عليلو هي قرية في مقاطعة مشكين شهر، إيران. عدد سكان هذه القرية هو 170 في سنة 2006.